# Amata sphenopora
Amata sphenopora là một loài bướm đêm thuộc phân họ Arctiinae, họ Erebidae.